# Conferința de la Casablanca
Conferința de la Casablanca (nume de cod SYMBOL) a avut loc între 14 și 24 ianuarie 1943, cu scopul de a stabili o strategie comună a aliaților pentru următoarea fază a celui de-al Doilea Război Mondial. Au participat președintele american Franklin Delano Roosevelt, premierul britanic Winston Churchill și conducătorul Forțelor Franceze libere, Charles de Gaulle. Conducătorul sovietic Iosif Vissarionovici Stalin și-a motivat absența prin necesitatea de a fi prezent în Rusia, în contextul desfășurării Bătăliei de la Stalingrad. Pe agenda conferinței s-au aflat teme precum procedura tactică, alocarea resurselor și chestiuni generale diplomatice. Dezbaterile și negocierile au produs așa-zisa „Declarație de la Casablanca” și prevederea cea mai importantă a ei, condiția capitulării necondiționate. Această doctrină prevedea că aliații aveau să lupte împotriva puterilor Axei până la înfrângerea și anihilarea definitivă a acestora.